# Ken Matsumoto
Ken Matsumoto (japanisch 松本 憲 Matsumoto Ken; * 28. August 1987 in der Präfektur Kanagawa) ist ein ehemaliger japanischer Fußballspieler.

## Karriere
Matsumoto erlernte das Fußballspielen in der Schulmannschaft der Meitoku Gijuku High School. Seinen ersten Vertrag unterschrieb er 2006 bei JEF United Chiba. Der Verein spielte in der höchsten Liga des Landes, der J1 League. Für den Verein absolvierte er zwölf Erstligaspiele in drei Saisons. Dann wechselte er 2011 in die Singapore Premier League zu Albirex Niigata, wo er einen Zweijahresvertrag unterschrieb und in 45 Ligaspielen drei Tore Schoss.
Nach Vertragsende in Singapur spielte Matsumoto je halbjährig bei Sisaket FC, Yokohama Sports & Culture Club und Iwate Grulla Morioka. Danach ist seine Vereinskarriere nur noch lückenhaft bekannt: 2013/14 spielte er ein Jahr für Shan United in der Myanmar National League, sowie von 2017 bis Ende 2019 bei Zwekapin United, ebenfalls in Myanmar. Anschließend beendete Matsumoto mit 33 Jahren seine aktive Karriere.

## Erfolge
JEF United Chiba
- J.League Cup

Sieger: 2006